# Kim Kold
Kim Kold (født 25. august 1965) er en dansk bodybuilder, der desuden har medvirket i flere spillefilm.
Kim begyndte sin karriere i 1993 og blev Danmarksmester i 2006.
Kim Kolds karriere som filmskuespiller begyndte med Mads Matthiesens kortfilm, Dennis, fra 2007. Figuren fra denne kortfilm anvendte Matthiesen også i sin prisvindende spillefilmsdebut fra 2012, 10 timer til Paradis. I begge film spillede Kold en bodybuilder med en kombination af styrke og skrøbelighed.

## Filmografi

### Film
| År        | Titel                      | Rolle            | Noter    |
| --------- | -------------------------- | ---------------- | -------- |
| 2007-2012 | Forbrydelsen II            |                  |          |
| 2007      | Dennis                     | Dennis           | Kortfilm |
| 2008      | Blå mænd                   | Rocker           |          |
| 2009      | Fri os fra det onde        | Leif Christensen |          |
| 2012      | 10 timer til Paradis       | Dennis           |          |
| 2013      | Fast & Furious 6           | Klaus            |          |
| 2015      | Polish Legends: The Dragon | Wawel Dragon     | Kortfilm |
| 2016      | Antboy 3                   | Kommandør Combat |          |
| 2016      | Star Trek Beyond           | Zavanko          |          |
| 2017      | Dræberne fra Nibe          | Tolder           |          |
| 2017      | Anabolic Life              | Peter            |          |
| 2018      | Requiem for a Fighter      | Lucas            |          |
| 2019      | 6 Underground              | Daqeeq           |          |

### TV-serier
- TAXA (1997-1999) – Optræder i mindre rolle som bistandsklient i afsnit 53 (Ses første gang ved 17:51 og igen ved 26:04 på DVD udgivelsen fra 2009)

## Reference
1. ↑  Dansk debutant er overrasket over filmpris (29. december 2012). "Ritzau". DR.
2. ↑  Lin, Justin (6. april 2016). "Who were the STAR TREK BEYOND aliens?". YOMYOMF. Arkiveret fra originalen 11. juni 2016. Hentet 1. juni 2016.